# 安塞区
安塞区在中国陕西省北部、延河上游，是延安市北部的一个市辖区。总面积为2950平方公里，人口約16.5万，平均海拔1200米，大部分是山地，是典型的陕北黄土高原丘陵沟壑地形。区人民政府驻真武洞街道。

## 沿革
北魏置广洛县，隋改金明县，元改安塞县。2016年撤销安塞县，改为延安市安塞区。

## 人口
2020年末，安塞区第七次全国人口普查公报显示：全区常住人口为163135人，与2010年第六次全国人口普查的171552人相比，减少8417人，下降4.91%，年平均下降率为0.50%。 全区共有家庭户61117户，集体户1965户，家庭户人口为155166人，集体户人口为7969人。

## 行政区划
安塞区下辖1个街道办事处、8个镇：
真武洞街道、砖窑湾镇、沿河湾镇、招安镇、化子坪镇、坪桥镇、建华镇、高桥镇和镰刀湾镇。

## 交通
- 341国道过境。

2012年8月26日凌晨，安塞县境内的包茂高速安塞服务区附近。一辆双层卧铺客车追尾一辆罐车，造成36人遇难，3人受伤。这是中国近年来发生的一系列巴士与客车事故中，最严重的一起双层卧铺客车事故之一，客车安全再次成为社会关注的焦点。

## 经济
传统上安塞是农业区，蔬菜、畜牧、苹果、杏都很发达。近几年，由于丰富的石油和天然气资源得到开采，石油等成为安塞的支柱。

## 文化
安塞當地有剪纸、农民画、泥塑、腰鼓、民歌、安塞腰鼓等藝術。区中心的区文化馆有大量民间艺术藏品。1996年，安塞区的前身安塞县被中華人民共和國文化部命名为“中国腰鼓之乡”。
安塞是当年中共陕北根据地一个部分，南郊的延安保小曾有李铁映、伍绍祖等就读。

## 特产
安塞小米：中国地理标志产品。